# Mycetophila nemorivaga
Mycetophila nemorivaga är en tvåvingeart som beskrevs av Zaitzev 1998. Mycetophila nemorivaga ingår i släktet Mycetophila och familjen svampmyggor. Inga underarter finns listade i Catalogue of Life.